# ジ・アッチィー
ジ・アッチィー（1973年9月22日 - ）は、日本の覆面レスラー。

## 経歴
1990年、大分県立別府鶴見丘高等学校在学中にプロレスと総合格闘技の団体を結成して校長先生に部活動として嘆願するが却下されたが熱意に根負けし異例の校長や教員の個人的公認サークルとして活動。選手は学校以外にも他校、専門誌で呼びかけた学生と社会人が集まるようになり、高校生ながら定期的に興行を開催。この団体はプロレス部門と総合格闘技部門に分かれていて総合格闘技部門はUWFが格闘技路線のプロレスを実践していた前田日明、藤原喜明、山崎一夫らに影響されて高校生ながらプロレス最強論を示そうと独自のルールで多種格闘技の選手と試合を繰り広げていた。また、大仁田厚の生き様にも惚れ込み、両極端のプロレス団体に憧れを持っていた。高校卒業後は専門学校に進学するがプロレスへの想いが断ち切れず自主退学。
1993年1月、福岡にアマチュアプロレス団体「アマチュアリズム・プロレスAMW」を設立。3月7日、福岡県福岡市箱崎で旗揚げ戦を開催。旗揚げ当初はプロレスと総合格闘技の2部で構成されていた。
1995年、本拠地を大分に移転して「元気かぇ!?大分!!」を標語にかかげて大分フォーラス屋上特設会場やライブハウス「T.O.P.S Bitts HALL」での定期興行、イベント、ビアガーデン、お祭り、学園祭で試合を行っていた。しかし、練習場もプロレスに理解してくれる人がいないため、夜の公園などで練習を行っていた。学生時代から持ち前のパンク精神で乗り越えて地元の新聞とテレビで取り上げられ少しずつ露出も多くなり、動員数も増加。アマチュア時代に、みちのくプロレスの九州巡業に参戦して試合を行い（アマチュアとして第0試合）、プロの姿勢などを学びグラン浜田から指導されてプロレスラーになると決意。
1999年、ファンに新しい夢を与えたいと試合終了後「プロ団体として活動する」と発表。この模様は九州ネットのテレビ番組で「プロ化への道」と紹介された。しかし、これをきっかけにアマチュアのこだわりをもっていた多くの所属選手が退団。それでもプロという次のステップに進むため、ファンに夢を与えるため軌道修正はせず残った所属選手とスタッフとプロ団体としての旗揚げに向かった。
2001年、浜田が大分プロレスのトレーナー兼顧問に就任。
2002年、プロ団体化と同時に団体名を大分AMWプロレスに改称。大分AMWプロレスの略は「Oita Attactive Merry World Pro-Wrestling（大分の驚異的に愉快な世界のプロレス）」。
2003年2月1日、大分フォーラスに事務所を構える。2007年まで閉鎖されていた大分フォーラスの屋上をメイン会場として「屋上文化復興プロジェクト」と銘打ち定期興行と多文化コラボイベントを開催。現在の事務所は大分県別府市にある愛媛屋ビル。
2005年2月6日、大分県立荷揚町体育館が閉鎖されるため、同会場の最終興行に大仁田を招聘することに成功して大分県知事や地元新聞社、地元ファンが見守る中でノーロープ有刺鉄線ストリートファイトトルネードバリケードマットダブルヘルタッグデスマッチを行い勝利。この試合は大仁田のプロレスラー卒業マッチでもあったことから試合決定の経緯と試合結果も全国区で扱われて知名度が急上昇。
2008年、ゴールデンウィークにセントレジャー城島高原パークイベントステージで大分プロレス旗揚げ15周年記念大会として4日間で7大会を開催。
2010年、団体名を大分プロレスAMWに改称。
2016年8月、大分プロレスの解散と同時に引退することを発表。
2017年7月23日、大分プロレスビーコンプラザ大会「大分プロレス THE FINAL〜ジ・アッチィー&ケンドー釜山 引退試合〜」を最後に引退と同時に大分プロレスが解散。

## 得意技
豊後かぼすドライバー
別府八湯ボム
ライガーボムと同型。
ブルドッギングヘッドロック

## 入場曲
- プロジェクトAのメインテーマ（ジャッキー・チェン）

## タイトル歴
- AMW無差別級王座